# Asbestopluma robusta
Asbestopluma robusta är en svampdjursart som först beskrevs av Levinsen 1887.  Asbestopluma robusta ingår i släktet Asbestopluma och familjen Cladorhizidae.
Artens utbredningsområde är Norra Ishavet. Inga underarter finns listade i Catalogue of Life.